# 炊事班的故事
《炊事班的故事》是一部以中国人民解放军军旅生活为题材的情景喜剧，由中国人民解放军空军政治部电视艺术中心制作，尚敬执导，2002年12月在中央电视台电视剧频道首播。第二、三部分别于2004年、2007年播出。另，姐妹篇《卫生队的故事》于2008年播出。

## 剧情
这部情景喜剧以空军某场站的场务连炊事班为背景，通过发生在炊事班的六位炊事兵身边的一件件日常小事，演绎出中国人民解放军空军的军营生活。

## 演员

### 炊事班
| 演員   | 角色   | 介紹 |
| 洪剑涛 | 洪建軍 | 胖洪 炊事班班长，在炊事班负责掌勺炒菜 二级厨师 广东人，说广式普通话（也称“港普”）和少量广东话                                                            |
| 范明   | 高明   | 老高 炊事班副班长，在炊事班负责辅助班长掌勺炒菜 出生日期为1978年6月15日 第二部经培训成为二级厨师 第三部中段借调至雷达连，担任炊事班班长 山东人，说山东话 |
| 周小斌 | 周大滨 | 大周 在炊事班负责采购工作 黑龙江省人，说东北话 |
| 沙溢   | 胡毅   | 帅胡 在炊事班负责制作馒头面点 爱好朦胧诗 吉林省人，说东北话                                                                                              |
| 姜超   | 姜小超 | 小姜 在炊事班负责洗菜、切菜、腌咸菜 与小毛同年入伍 辽宁省人，说东北话                                                                                    |
| 毛孩   | 毛毛   | 小毛 在炊事班负责打杂 与小姜同年入伍 害怕老鼠 河南平顶山市人，说河南话                                                                                   |

### 其他演员
| 演員   | 角色     | 介紹                                                                          |
| 王磊   | 王伟     | 王班副 原属机务连 第三部中段接替老高，担任炊事班副班长 说山东话               |
| 王超   | 王涛     | 连长，说天津话 口头禅是“贫嘛贫”                                               |
| 张滨   | 文书     | 连队文书，说湖北话 1986年7月出世                                              |
| 闫妮   | 閆護士長 | 卫生队护士长，说陕西话 于第二部登场                                           |
| 姚晨   | 小姚     | 卫生队护士，福建人 口头禅是“给你点color see see”“不要逼得我野蛮” 于第二部登场 |
| 张乔玫 | 小张     | 卫生队护士，四川人                                                            |
| 陈铮   |          | 一班长，说保定话 炊事班的对头                                                 |
| 句号   | 句卫东   | 指导员                                                                        |
| 谭涛   | 谭剑     | 副指导员 喜欢护士小牛                                                         |
| 吴京安 |          | 新兵连营长，第二部调任营房股股长，说陕西话                                    |
| 林永健 |          | 司务长，说青岛话                                                              |
| 周炜   | 刘波     | 小毛的同乡战友                                                                |
| 郭旭新 |          | 场站站长                                                                      |

### 客串演员
| 演員   | 角色   | 介紹                                    |
| 牛莉   | 小牛   | 卫生队护士                              |
| 高亚麟 | 老高   | 洪班长战友，退伍商人                    |
| 魏积安 | 魏胜利 | 副站长                                  |
| 郭达   |        | 政委                                    |
| 刘亚津 |        | 晚报记者                                |
| 潘长江 | 潘黄河 | 到部队慰问演出的著名笑星，小毛偶像      |
| 杨青   | 杨兰兰 | 大周未婚妻                              |
| 喻恩泰 | 李卡洛 | 新兵，大二学生，休学到部队服役          |
| 刘敏   | 陶玲   | 前部队女兵 复员后到县重点中学任校长助理 |

## 轶事
- 炊事班六个主角中，每个角色的名字都与演员本身相关，而“老高”和“小胡”最初以高亚麟、胡亚捷为原型，因档期问题换成范明、沙溢。
- 剧中经常使用歌曲《我是一个兵》的旋律作为间奏。
- 剧中大部分演员均有参演导演尚敬的另一部情景喜剧《武林外传》，而在《武林外传》后播出的《炊事班的故事3》也有不少与《武林外传》人物和情节相互照应的对白。
- 剧中饰演炊事班战士的演员都是北方人，导演认为缺少一个操南方口音的角色，而且洪剑涛的北京口音与普通话太过相似，便安排他在剧中讲带广东口音的普通话，塑造了一位广东籍的班长。

## 奖项
- 第23届中国电视剧飞天奖 - 优秀系列剧奖（《炊事班的故事》）
- 第24届中国电视剧飞天奖 - 优秀系列剧奖（《炊事班的故事2》）
- 第21届中国电视金鹰奖 - 最佳长篇电视连续剧优秀作品奖（《炊事班的故事》）
- 第15届全军电视剧“金星奖”- 长篇电视剧二等奖（《炊事班的故事》）、优秀导演奖（尚敬）
- 第16届全军电视剧“金星奖”- 中篇电视剧二等奖（《炊事班的故事2》）、优秀演员奖（洪剑涛、周小斌、范明、沙溢、姜超、毛孩）
- 第17届全军电视剧“金星奖”- 优秀长篇电视系列剧奖（《炊事班的故事3》）
- 第20届全军电视剧“金星奖”- 优秀系列电视剧奖（《炊事班的故事3》）